# Hessdalen AMS
Hessdalen AMS ist die Abkürzung für Hessdalen Automatic Measurement Station (automatische Messstation Hessdalen).
Es handelt sich dabei um eine seit dem 7. August 1998 automatisch arbeitende Station zur Registrierung unidentifizierter, schwebender Leuchtphänomene nahe dem Gebirgstal Hessdalen in Norwegen, den sogenannten Hessdalen-Lichtern. Die Station ist mit mehreren Kameras und optischen Geräten ausgestattet, einem Magnetometer, einer Wetterstation sowie Sensoren für elektromagnetische Strahlung. Betrieben wird die Station von der Hochschule Østfold.
Weil die Ausrüstung der Station in einem blauen Container untergebracht ist, wird sie auch als Blue Box bezeichnet.
Natur und Ursprung des Hessdalen-Phänomens sind bis heute Gegenstand kontroverser Diskussionen und konnten trotz mehrjähriger Untersuchungen bisher nicht geklärt werden.

## Hintergrund
Im Dezember 1981 wurden im Gebiet von Hessdalen erstmals ungewöhnliche Lichterscheinungen gesehen. Laut den Berichten konnten die Lichter sich langsam schwebend bewegen, stoppen, bis zu einer Stunde stillstehen und auf hohe Geschwindigkeiten beschleunigen.
Die Lichter wurden an verschiedenen Stellen gesehen: Hoch am Himmel, dicht über dem Boden, über Häusern, meistens jedoch über Bergen oder in deren Nähe. Beschreibungen und Fotos zeigten, dass die Lichter verschiedene Formen und Farben annehmen können.

## Untersuchungen

### Projekt Hessdalen (1983–1985)
Zur Untersuchung des Phänomens wurde 1983 das Projekt Hessdalen von Erling P. Strand, Diplomingenieur für Elektrotechnik, gegründet.
Strand koordinierte die ca. 35 Felduntersucher vor Ort, welche die Beobachtungen und Messungen durchführten. Das Projekt hatte zum Ziel, die Objekte zu beobachten und mit technischen Geräten wie Kameras, Radar, Laser, Infrarot-Geräten und Magnetometer aufzuzeichnen, um mehr über die Natur des Phänomens zu erfahren. Die erste Beobachtungsphase fand vom 21. Januar bis zum 26. Februar 1984 statt. Eine zweite Phase 1985 blieb wegen schwierigen Wetters ergebnislos.
Unterstützt wurde das Projekt von der Norwegischen Forschungsgesellschaft für Verteidigung (Forsvarets forskningsinstitutt) mit technischer Ausrüstung. Verschiedene Universitäten und Personen waren durch Beratung und Analysen beteiligt. Zu den Mitwirkenden gehörten O. Andreassen vom Institut für theoretische Astrophysik, Jan Egeland vom Physikalischen Institut der Universität Oslo, J. Havskov vom Institut für Festkörperphysik der Universität Bergen, J. Allen Hynek von der astronomischen Fakultät der Northwestern University, J.A. Tellefsen von der Königlich Technischen Hochschule Stockholm sowie Harley D. Rutledge von der University of Missouri.
Das Ergebnis der Beobachtungen waren 188 ungewöhnliche Sichtungen, von denen 53 (entspricht 28 %) nicht identifiziert und als „Hessdalen-Phänomen“ eingestuft wurden. Darunter sind zwei Sichtungen, bei denen sich die Objekte bei sehr guter Datengrundlage extrem ungewöhnlich verhalten. Neben der visuellen Wahrnehmung konnten die Objekte auch mit Radar und Laser erfasst werden, andere Geräte lieferten keine oder nicht eindeutige Ergebnisse. Eine schlüssige Erklärung für das Hessdalen-Phänomen konnte nicht gefunden werden, dies stand aber auch nicht im Vordergrund, sondern die Sammlung verlässlicher Daten.

### New Project Hessdalen (ab 1995)
Im Jahr 1994, zehn Jahre nach Abschluss von Project Hessdalen, wurde der erste internationale Workshop über die unidentifizierten atmosphärischen Lichterscheinungen in Hessdalen (First International Workshop on the Unidentified Atmospheric Light Phenomena in Hessdalen) abgehalten. 27 Wissenschaftler aus acht Ländern nahmen teil, vor allem Spezialisten für Kugelblitz-Phänomene. Der Workshop schloss mit dem Ergebnis, dass es sich bei dem Hessdalen-Phänomen nicht um Kugelblitze handele und das Phänomen mit den gängigen Modellen nicht geklärt werden könne. Es wurde angeregt, die Forschung weiter zu vertiefen und mehr Daten zu sammeln. Als Folge wurde 1995 von der Hochschule Østfold das New Project Hessdalen gegründet, wieder unter der Leitung von Erling P. Strand. Die hauptsächliche Arbeit des Projekts bestand darin, eine automatische Messstation zu entwickeln, diese zu überwachen und die Daten auszuwerten. Die 1998 fertiggestellte Hessdalen Automatic Measurement Station ist das Ergebnis dieses Projekts.

### Projekt EMBLA (1999–2004)
1999 wurde von einem italienischen Wissenschaftlerteam das Projekt EMBLA ins Leben gerufen. Finanziert wurde das Projekt vom Institut für Radioastronomie in Bologna (Istituto di Radioastronomia di Bologna, IRA) und der Hochschule Østfold. EMBLA sollte das Projekt Hessdalen weiterführen und das Phänomen mit modernen Geräten untersuchen. Geleitet wurde das Projekt von Ph.D. Massimo Teodorani, Astrophysiker des Instituts für Radioastronomie, und Gloria Nobili, Physikerin an der Universität Bologna.
In mehrwöchigen Beobachtungsphasen der Jahre 2000 bis 2004 konnten die Forscher die Daten des Projekt Hessdalen bestätigen und mehrfach die Sichtung unidentifizierbarer atmosphärischer Lichterscheinungen dokumentieren. Eine Erklärung für das Phänomen konnte auch das Projekt EMBLA nicht liefern. Im Dokument EMBLA 2002 – An Optical and Ground Survey in Hessdalen spekulieren die Autoren über die Möglichkeit von atmosphärischem Plasma als Ursprung des Phänomens, ebenso wie über eine außerirdische Intelligenz oder simplen Betrug.
Keine der Theorien kann jedoch überzeugen. Die Autoren halten weitere Fortschritte in der Forschung für sehr schwierig, solange nicht wesentlich größere Ressourcen für die Untersuchung zur Verfügung stehen.
2013 veröffentlichten Forscher des Instituts für Radioastronomie in Bologna die Hypothese, dass es sich bei dem Phänomen um ionisiertes Gas (Plasma) handelt. Wolken aus Ionen und Elektronen würden über dem Tal entstehen und ihre Energie in Form von Licht abgeben. Die für die Ionisierung notwendige Elektrizität würde durch die spezielle Geologie des Tals erzeugt. Durch das zink- und eisenhaltige Gestein auf der einen Seite und kupferreiches auf der anderen Seite des Tals, sowie schwefelhaltige Gewässer, welche die Talhälften verbinden, würde eine Art "natürliche Batterie" entstehen. Der Leiter des Hessdalen AMS, Erling P. Strand, begrüßt die Hypothese, sieht aber auch Schwächen. Die Orte des Erscheinens der Licht Phänomene würden nicht mit der "Batterie-Hypothese" korrelieren und es sei "unwahrscheinlich, dass eine derart schwache elektrische Feldstärke zu diesen Lichtern führen kann". Weitere Untersuchungen seien wünschenswert, um die These zu belegen oder zu widerlegen.

### Kritik an den Untersuchungen
Skeptiker wie der Physiker Matteo Leone von der Universität Bari zweifeln die Methoden von Projekt Hessdalen und Projekt EMBLA an. Leone bezweifelt, dass die EMLA-Daten ein bislang unerklärliches Phänomen belegen. Er vermutet, dass es sich bei den Sichtungen lediglich um Autoscheinwerfer einer nahen Straße handelt und führt die scheinbar korrelierenden Messungen auf Fehler bei der Bedienung der Geräte oder Auswertung der Daten zurück. Allerdings erkennt auch Leone an, dass Fotografien und Augenzeugenberichte die Existenz eines Phänomens belegen.